# Stele di Acquaviva Picena
La stele di Acquaviva Picena (AP1) era una stele in arenaria con incisa un'iscrizione in lingua picena

## Storia
La stele fu rinvenuta nel 1847 in località Fonte Mercato, situata nel comune di Acquaviva Picena , la stele è andata dispersa alla fine del 1800 .

## Iscrizione
Il testo inciso sulla stele era scritto in lingua picena, una lingua osco-umbra appartenente alla famiglia delle lingue italiche, lingua parlata nel I millennio a.C. nell'area abitata dall'antico popolo italico dei Piceni: l'iscrizione era scritta in modo bustrofedico.
La trascrizione dai caratteri dell'alfabeto piceno ai caratteri latini dell'iscrizione incisa sulla stele è la seguente :
?]raieimúm titú?i anaiúm aúdaqum esmín údiíns uv[-]peiú
Non esiste ancora una traduzione certa dell'iscrizione, si ritiene che sia un ringraziamento ad una divinità per una grazia ricevuta da un devoto .